# Ramuntcho (pel·lícula de 1959)
Ramuntcho és una pel·lícula francesa dirigida per Pierre Schoendoerffer el 1958 i estrenada el 1959, amb guió basat en una novel·la de Pierre Loti.

## Argument
El contrabandista basc Ramuntcho està promès amb Gracieuse, la mare de la qual Dolorès s'oposa formalment al seu matrimoni.
Mentre portava il·legalment treballadors portuguesos clandestins a França, va ser arrestat pels agents de duanes i obligat a allistar-se a les tropes colonials. Quan es denuncien com a desaparegut a Indoxina i es presumeix mort, la seva promesa entra al convent.
Finalment, tornant a casa al final de la guerra d'Indoxina, dubta entre l'exili a Amèrica del Sud i la reconquesta de Gracieuse.

## El context
La trama es desenvolupa amb el final de la Guerra d'Indoxina de fons: un butlletí radiofònic esmenta la batalla de Na San (desembre de 1952) i Ramuntcho, presoner de guerra, va ser alliberat al final de la Conferència de Ginebra (juliol de 1954).
D'una manera més o menys visible, els guionistes —Lartéguy i Schoendoerffer— traslladen al País Basc temes i imatges que els tenen al cor i que després no podien exposar directament sota pena de censura, en particular el futur dels pobles de la muntanya. de les terres altes de Laos i Vietnam, enfrontats a una administració colonial jacobina.
Com passa sovint, Schoendoerffer dóna un caràcter documental a la seva pel·lícula (la festa de la truita, els pelotaris i sobretot els ballarins d'equilibris). Algunes escenes es repetiran amb el seu veritable significat a La 317e Section:
- Els contrabandistes i els portuguesos, amb boines i barrets informes, caminant en fila índia, silueta sobre un fons de cel resplendent, prefiguren els auxiliars atrapats en un foc de sabana.[4]
- L'emboscada al rierol fronterer correspon a l'emboscada al riu a la selva.
- Els plans de la muntanya basca, ofegada en la boira, evoquen els altiplans de Tonkin i Laos, filmats a la Section Anderson.

## Reaprtiment
- Mijanou Bardot : Gracieuse Detcharry
- Albert Dinan : Baptistin
- Marie Glory : Franchita, la mare de Ramuntcho
- Gaby Morlay : Dolorès, la mare de Gracieuse
- François Guérin : Ramuntcho
- Evelyne Ker : Pantchika
- Roger Hanin : Itchoa, cap dels contrabandistes
- Moustache : Salaberry, l'hostaler
- Colette Régis
- Simone Vannier
- Georges Géret
- Jean Lartéguy (sense acreditar): el sacerdot
- Ariel Daunizeau (sense acreditar)